# Vector (videogioco)
Vector è un videogioco d'azione pubblicato per Android, Microsoft Windows e Ouya da Nekki. L'obiettivo del gioco è superare dei percorsi ad ostacoli sfruttando le tecniche del parkour.

## Trama
Il gioco è ambientato in un futuro fantascientifico chiaramente ispirato a 1984 in cui gli umani sono controllati da una figura malvagia attraverso un dispositivo che ne inibisce il libero arbitrio.
Il protagonista si ribella a questa oppressione, strappandosi il dispositivo. Questa azione viene subito identificata e vengono inviate delle guardie per catturare il protagonista, che fugge gettandosi dalla finestra su un palazzo vicino. Qui ha inizio il gioco che permette al giocatore di vivere la fuga del protagonista dai suoi inseguitori.
Alla fine del gioco, il protagonista viene catturato e così, finisce il videogioco

## Modalità di gioco
Il giocatore deve fuggire dai suoi inseguitori attraversando i livelli con le evoluzioni tipiche del parkour. Nel gioco ci sono tre ambientazioni: Città, Cantiere e Parco tecnologico. Alla fine di ogni ambientazione il protagonista incontra un suo amico che cercherà di aiutarlo a fuggire dal Cacciatore.
Il giocatore può scegliere di giocare in due modalità: modalità classica o modalità cacciatore, in cui il giocatore dovrà vestire i panni dell'inseguitore.